# Иттербий
| 70        | Иттербий |
| Yb173,054 |          |
| 4f146s2   |          |

Итте́рбий (химический символ — Yb, от лат. Ytterbium) — химический элемент 3-й группы (по устаревшей классификации — побочной подгруппы третьей группы, IIIB) шестого периода периодической системы химических элементов Д. И. Менделеева, с атомным номером 70.
Относится к семейству лантаноидов.
Простое вещество иттербий — это глянцевитый редкоземельный металл светло-серого цвета.

## История
Иттербий был открыт Жаном Шарлем Мариньяком в 1878 году в окиси эрбия.

## Происхождение названия
Наряду ещё с тремя химическими элементами (тербий, эрбий, иттрий), иттербий получил название в честь села Иттербю, находящегося на острове Ресарё, входящем в Стокгольмский архипелаг.

## Нахождение в природе
Кларк иттербия в земной коре (по Тэйлору) 0,33 г/т, содержание в воде океанов 2⋅10−6.

## Физические свойства
Полная электронная конфигурация атома иттербия: 1s22s22p63s23p64s23d104p65s24d105p66s24f14.
Иттербий — это вязкий и ковкий редкоземельный металл. Не радиоактивен. Является проводником.
Иттербий существует в двух кристаллических модификациях: α-Yb с кубической решёткой типа меди и β-Yb с кубической объёмноцентрированной решёткой типа α-Fe, температура перехода α ⇔ β 792 °C.

## Химические свойства
Иттербий реагирует с водой, образуя гидроксид:
{\displaystyle {\mathsf {2Yb+6H_{2}O\rightarrow 2Yb(OH)_{3}+3H_{2}}}}
Реагирует с кислотами:
{\displaystyle {\mathsf {2Yb+6HCl\rightarrow 2YbCl_{3}+3H_{2}}}}
Сгорает на воздухе:
{\displaystyle {\mathsf {4Yb+3O_{2}{\xrightarrow[{}]{400^{o}C}}2Yb_{2}O_{3}}}}
Реагирует с серой с образованием жёлтого сульфида:
{\displaystyle {\mathsf {2Yb+3S{\xrightarrow[{}]{500-800^{o}C}}Yb_{2}S_{3}}}}

## Изотопы
Естественный иттербий состоит из 7 стабильных изотопов: 168Yb, 170Yb, 171Yb, 172Yb, 173Yb, 174Yb и 176Yb. 174Yb является наиболее распространённым (31,8 % естественного иттербия).

## Получение
Основные методы получения иттербия — это восстановление оксида иттербия (III) в вакууме углеродом или лантаном, а также электролизом расплава хлорида YbCl3.

### Цены
Цены на металлический иттербий чистотой 99—99,9 % в 2006 году составили 260—420 долларов за 1 кг.

## Применение

### Лазерные материалы
Ионы иттербия применяются для генерации лазерного излучения в ближнем инфракрасном диапазоне, с длиной волны излучения 1,06÷1,07 мкм, и в виде оксида иттербия используются для производства мощных волоконных лазеров. Монокристаллический сплав фторид бария — фторид иттербия, легированный ионами гольмия, применяется как мощный и технологичный лазерный материал.

### Термоэлектрические материалы
Монотеллурид иттербия является перспективным термоэлектрическим материалом (термоэдс 680 мкВ/К).

### Магнитные материалы
На основе иттербия производятся разнообразные магнитные сплавы.

### Ядерная энергетика
Борат иттербия находит применение в атомной технике (специальные эмали и стёкла).

### Электроника
Оксид иттербия применяется в качестве диэлектрика при получении кремниевых МДП-структур.

### Специальные ядерные исследования
Иттербий при облучении нейтронами в атомном реакторе частично превращается в изотоп гафния-178 — 178m2Hf. Существуют предложения использования этого изотопа в качестве аккумулятора энергии, хотя эти проекты находятся лишь на стадии исследований.

## Биологическая роль
Содержание в человеческом организме: данные отсутствуют, но невелико; Биологическая роль: отсутствует; малотоксичен; стимулятор.